# Aéroport de Niuafoʻou
L'aéroport de Niuafoʻou, également appelé aéroport de la reine Lavinia (en tongien mala'e vakapuna Kuini Lavinia, en anglais Queen Lavinia Airport) est un aéroport situé sur l'île de Niuafoʻou, au nord des Tonga. Créé en 1980, c'est une piste en herbe, ce qui rend son accès difficile. Il permet de relier Niuafoʻou au reste des Tonga, notamment l'aéroport de Vava'u et l'aéroport international Fuaʻamotu à Tongatapu. 

## Caractéristiques

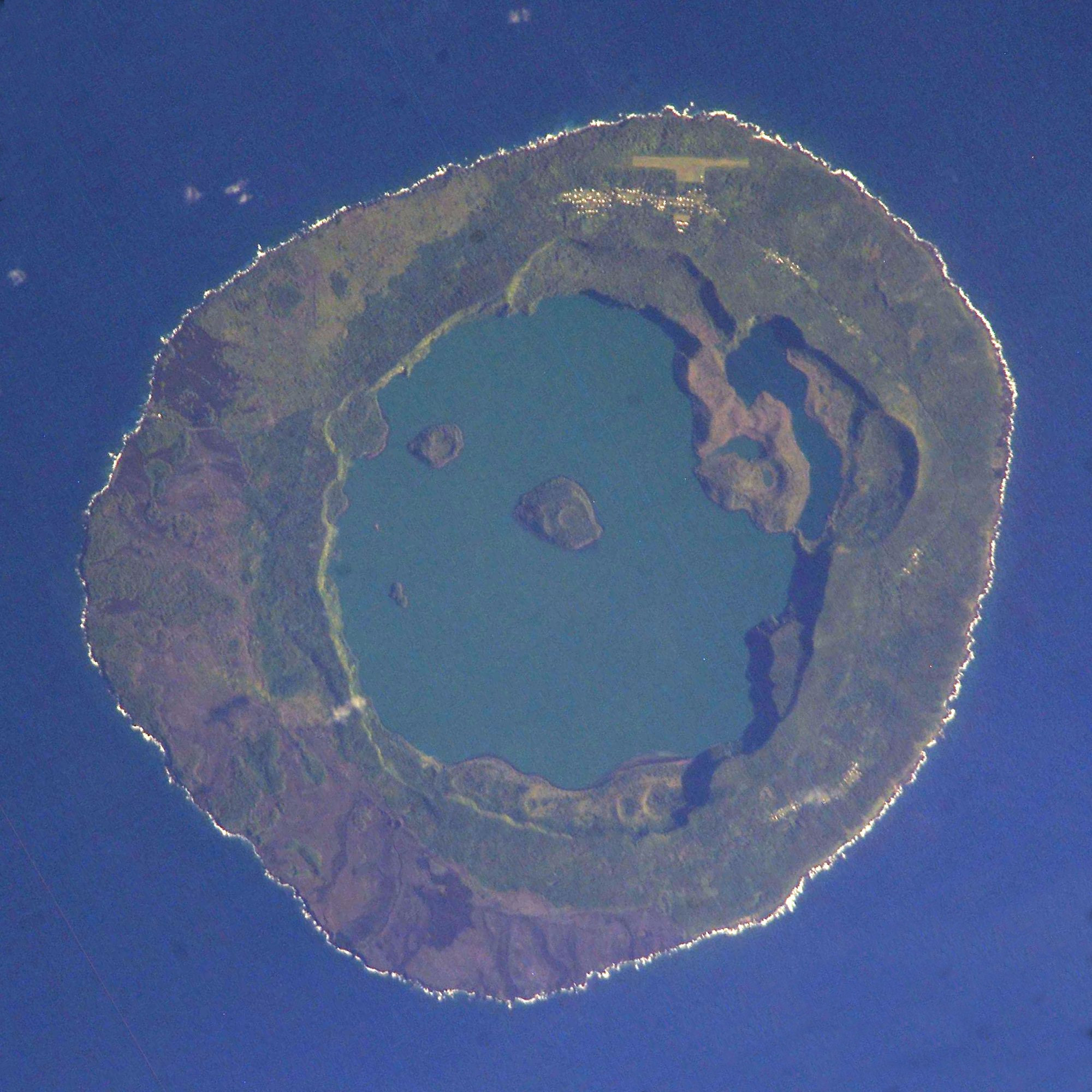
Photo satellite de Niuafoʻou, montrant l'emplacement de la piste et des villages au nord de l'île.

L'aéroport consiste en une piste en herbe de 853 mètres, situé au nord de l'île, près des villages de 'Esia, Sapa'ata et Kolofo'ou. Il est nommé en l'honneur de Lavinia Veiongo, reine des Tonga de 1899 à 1902. Il est géré par Tonga Airports Ltd, entreprise possédée par le gouvernement tongien.
L'accès à l'aéroport est limité : l'avion ne peut atterrir que de jour, par beau temps et sans vent, et si l'herbe de la piste a été tondue. L'aéroport est fermé en 1993 à cause de manguiers qui ont poussé sur la piste. S'il pleut, la piste est inondée et impraticable. C'est le cas notamment en 2015 après de fortes pluies, les habitants se plaignent de ce problème récurrent qui persiste en 2017. 

## Historique
La piste a été établie en 1980 afin de rendre l'île plus accessible ; en effet, Niuafoʻou ne possède pas d'endroit permettant d'y débarquer en bateau. Lorsque Niuafo'ou obtient en 1983 l'autorisation d'émettre ses propres timbres, la première édition commémore la construction de l'aéroport, preuve de son importance pour la population. L'avion permet de ravitailler l'île et d'apporter le courrier, qui était jusque-là acheminé dans des boîtes de conserves, donnant à l'île son surnom de Tin can mail island.
Dans les années 1980, le service est assuré par la compagnie Friendly Islands Airways. Des travaux d'entretien sont prévus dans les années 1990. En 2004, la piste est étendue pour permettre aux avions de la compagnie Peau Vava'u (2004-2007) d'y atterrir. La compagnie aérienne Real Tonga (en) (2013-2020) effectue quelques vols vers Vavaʻu et Tongatapu, mais les tarifs sont élevés voire prohibitifs,. La compagnie cesse ses activités en 2020 à cause de problèmes financiers et est remplacée par la compagnie gouvernementale Lulutai Airlines en septembre 2020. La pandémie de covid-19 provoque l'arrêt des vols intérieurs en novembre 2021 à la suite de l'arrivée d'un passager malade.
En 2021, un projet de la banque mondiale pour l'amélioration des transports à Tonga prévoit d'allouer des fonds à la rénovation de l'aéroport.